# Israël au Concours Eurovision de la chanson 2016
Israël a annoncé sa participation au Concours Eurovision de la chanson 2016 à Stockholm, en Suède le 1er octobre 2015. 
Le pays est représenté par le chanteur Hovi Star et sa chanson Made of Stars.

## Sélection
Israël utilise comme en 2015 l'émission HaKoKhav HaBa pour sélectionner leur représentant. 
Hovi Star remporte la finale HaKoKhav HaBa (Rising Star) avec la chanson Made of Stars le 3 mars 2016.

## À l'Eurovision
Israël a participé à la seconde demi-finale, le 12 mai 2016. Le pays décroche la 7e place avec 147 points, se qualifiant ainsi pour la finale où il termine 14e avec 135 points.